# 恵比須流
恵比須流（えびすながれ、えべすながれ）は古くは石堂流といい、博多祇園山笠や博多松囃子（博多どんたく）の運営における構成単位である流の一つである。福岡市博多区博多地域の御笠川沿いや綱場町の一部など東西横筋を区域とし、町名町界整理後の現在の住所においては上呉服町・中呉服町・下呉服町・綱場町が区域となる。
松囃子では恵比須神を受け持ち、男恵比須と女恵比須がそれぞれ馬に乗って2日間に亘って福博の町を巡る。
博多祇園山笠では舁き山を奉納する。旧町11カ町を6ブロックに分けて運営にあたる。当番法被（長法被）や水法被はそれぞれの町ごとに異なったデザインのものを着用する。

## 構成町
- 綱場町
- 中間町
- 中石堂町
- 蓮池町
- 官内町
- 上竪町
- 中竪町
- 下竪町
- 上金屋町
- 下金屋町

### 加勢町
- 小金町
- 大博町
- 西門中小路